# El Dorado (album)
El Dorado je jedenácté studiové album kolumbijské zpěvačky Shakiry. Bylo vydáno 26. května 2017 studiem Sony Music Latin. Písně v albu jsou zpívány především ve španělštině, avšak součástí alba jsou i tři anglické skladby.

## Pozadí
Je inspirováno životními zkušenostmi a zážitky posledních let zpěvačky před vydáním. Album El Dorado obsahuje především skladby spojené s jejím vztahem se španělským fotbalistou Gerardem Piqué.

## Seznam skladeb
- "Me Enamoré"
- "Nada"
- "Chantaje"
- "When a Woman"
- "Amarillo"
- "Perro Fiel"
- "Trap"
- "Comme moi"
- "Coconut Tree"
- "La Bicicleta"
- "Deja Vu"
- "What We Said"
- "Toneladas"